# غريس هوانغ
غريس هوانغ (بالإنجليزية: Grace Huang)‏ هي ممثلة أسترالية، ولدت في 1983 بسيدني في أستراليا.

## وصلات خارجية
- غريس هوانغ على موقع IMDb (الإنجليزية)
- غريس هوانغ على موقع ألو سيني (الفرنسية)
- غريس هوانغ على موقع قاعدة بيانات الفيلم (الإنجليزية)